# Danh sách cầu thủ tham dự giải vô địch bóng đá nữ U-20 Bắc, Trung Mỹ và Caribe 2018
Đây là danh sách các đội hình tham dự Giải vô địch bóng đá nữ U-20 Bắc, Trung Mỹ và Caribe 2018, tổ chức ở Trinidad và Tobago. 8 đội tham gia giải đấu phải đăng ký đội hình 20 cầu thủ; chỉ có các cầu thủ trong đội hình mới được tham gia giải đấu.
Cầu thủ được đánh dấu (c) là đội trưởng của đội tuyển quốc gia đó.

## Bảng A

### Trinidad và Tobago
Huấn luyện viên:  Jamaal Shabazz
| 0#0 | Vị trí | Cầu thủ             | Ngày sinh và tuổi | Câu lạc bộ                  |
| --- | ------ | ------------------- | ----------------- | --------------------------- |
| 20  | TM     | Malaika Dedier      |                   | St Augustine FC             |
| 1   | TM     | klil Keshwar        |                   | Trincity Nationals          |
| 5   | HV     | Amaya Ellis         |                   | De Anza Force 98G Blue ECNL |
| 12  | HV     | Jaasiel Forde       |                   | Trincity Nationals          |
| 6   | HV     | Shaunalee Govia     |                   | St Ann's Rangers            |
| 4   | HV     | Natisha John (c)    |                   | Trincity Nationals          |
| 2   | HV     | Alexis Kirton       |                   | GS United                   |
| 3   | HV     | Shadi Cecily Stoute |                   | NASA Tophat                 |
| 18  | HV     | Brittney Williams   |                   | St Ann's Rangers            |
| 17  | TV     | Alexis Fortune      |                   | Brams UTD                   |
| 16  | TV     | Kelsey Henry        |                   | St Augustine FC             |
| 15  | TV     | Asha James          |                   | Jewels FC                   |
| 14  | TV     | Kedie Johnson       |                   | St Augustine FC             |
| 13  | TV     | Shenieka Paul       |                   | FC Petrotrin                |
| 19  | TV     | Chelcy Ralph        |                   | Club Sando                  |
| 8   | TV     | Megan Rampersad     |                   | Wellington Wave             |
| 11  | TV     | Ranae Ward          |                   | St Ann's Rangers            |
| 7   | TĐ     | Dennecia Prince     |                   | Trincity Nationals          |
| 10  | TĐ     | Aaliyah Prince      |                   | Step By Step                |
| 9   | TĐ     | Lauren Theodore     |                   | St Augustine FC             |

### Haiti
Huấn luyện viên:  Fiorda Charles
| 0#0 | Vị trí | Cầu thủ              | Ngày sinh và tuổi           | Câu lạc bộ       |
| --- | ------ | -------------------- | --------------------------- | ---------------- |
| 12  | TM     | Naphtaline Clemeus   | 1 tháng 8, 1998 (19 tuổi)   | Tigresse         |
| 1   | TM     | Kerly Theus          | 7 tháng 1, 1999 (19 tuổi)   | Aigle Brillant   |
| 4   | HV     | Emeline Charles      | 27 tháng 10, 1999 (18 tuổi) | Aigle Brillant   |
| 16  | HV     | Taina Gervais        | 8 tháng 11, 1999 (18 tuổi)  | Tigresse         |
| 13  | HV     | Rosiannae Jean       | 24 tháng 11, 1999 (18 tuổi) | Tigresse         |
| 5   | HV     | Dougenie Joseph      | 13 tháng 9, 2003 (14 tuổi)  | ASF Croix des B  |
| 2   | HV     | Rutnhy Mathurin      | 14 tháng 1, 2001 (17 tuổi)  | ASF Croix des B  |
| 3   | HV     | Naphtalie Northe     | 21 tháng 1, 1999 (18 tuổi)  | Aigle Brillant   |
| 6   | HV     | Betina Petit Frere   | 1 tháng 8, 2003 (14 tuổi)   | ASF Croix des B  |
| 17  | HV     | Flero Dina           | 16 tháng 1, 2003 (15 tuổi)  | ASF Croix des B  |
| 14  | TV     | Rachelle Caremus     | 3 tháng 2, 2003 (14 tuổi)   | ASF Croix des B  |
| 7   | TV     | Melissa Shelsie      | 24 tháng 5, 1999 (18 tuổi)  | Tigresse         |
| 11  | TV     | Roseline Eloissaint  | 20 tháng 2, 1999 (18 tuổi)  | Tigresse         |
| 15  | TV     | Danielle Etienne     | 16 tháng 1, 2001 (17 tuổi)  | New York City FC |
| 20  | TV     | Dolores Jean Thomas  | 16 tháng 5, 1999 (18 tuổi)  | Tigresse         |
| 9   | TV     | Sherly Jeudy         | 13 tháng 10, 1998 (19 tuổi) | Anacaona Leogane |
| 19  | TV     | Magdala Macean       | 12 tháng 1, 1999 (19 tuổi)  | Anacaona         |
| 8   | TV     | Nelourde Nicolas     | 26 tháng 7, 1999 (18 tuổi)  | Anacaona Leogane |
| 18  | TĐ     | Melchie Dumornay     | 17 tháng 8, 2003 (14 tuổi)  | ASF Croix des B  |
| 10  | TĐ     | Nérilia Mondésir (c) | 17 tháng 1, 1999 (19 tuổi)  | Montpellier      |

### Costa Rica
Huấn luyện viên:  Amelia Valverde
| 0#0 | Vị trí | Cầu thủ                 | Ngày sinh và tuổi           | Câu lạc bộ               |
| --- | ------ | ----------------------- | --------------------------- | ------------------------ |
| 18  | TM     | Nicoles Genis           | 1 tháng 9, 2000 (17 tuổi)   | Dimas                    |
| 1   | TM     | Fabiana Solano          | 22 tháng 10, 2001 (16 tuổi) | AD Desampa 2000          |
| 15  | HV     | Stephannie Blanco       | 13 tháng 12, 2000 (17 tuổi) | ADFFC                    |
| 4   | HV     | María Coto              | 2 tháng 3, 1998 (19 tuổi)   | A.D. Moravia             |
| 6   | HV     | María Paula Elizondo    | 30 tháng 11, 1998 (19 tuổi) | Deportivo Saprissa       |
| 13  | HV     | Cristel Sandi           | 23 tháng 1, 1998 (19 tuổi)  | Dimas                    |
| 3   | HV     | Jeimy Umaña             | 20 tháng 2, 2001 (16 tuổi)  | ADFFC                    |
| 12  | TĐ     | Kenlly Villalobos       | 22 tháng 2, 1998 (19 tuổi)  | Deportivo Saprissa       |
| 20  | TV     | Yaniela Arias           | 25 tháng 4, 1998 (19 tuổi)  | Dimas                    |
| 8   | TV     | Mariela Campos          | 7 tháng 10, 1998 (19 tuổi)  | A.D. Moravia             |
| 16  | TV     | Priscilla Chinchilla    | 11 tháng 7, 2001 (16 tuổi)  | Arenal                   |
| 14  | TV     | Hillary Corrales        | 4 tháng 12, 1999 (18 tuổi)  | Dimas                    |
| 19  | TV     | Daniela Coto            | 3 tháng 8, 1998 (19 tuổi)   | A.D. Moravia             |
| 11  | TV     | Juliet Navarro          | 3 tháng 8, 1998 (19 tuổi)   | Codea                    |
| 10  | TV     | Gloriana Villalobos (c) | 20 tháng 8, 1999 (18 tuổi)  | Florida State University |
| 17  | TĐ     | Catalina Estrada        | 11 tháng 10, 1998 (19 tuổi) | San Carlos Femenino      |
| 2   | TĐ     | María Paula Salas       | 12 tháng 7, 2002 (15 tuổi)  | Deportivo Saprissa       |
| 5   | TV     | Fernanda Sanabria       | 7 tháng 6, 1999 (18 tuổi)   | A.D. Moravia             |
| 9   | TĐ     | Sofia Varela            | 28 tháng 3, 1998 (19 tuổi)  | Dimas                    |
| 7   | TĐ     | Fabiola Villalobos      | 13 tháng 3, 1998 (19 tuổi)  | Deportivo Saprissa       |

### Canada
Huấn luyện viên:  Daniel Worthington
| 0#0 | Vị trí | Cầu thủ             | Ngày sinh và tuổi           | Câu lạc bộ                                       |
| --- | ------ | ------------------- | --------------------------- | ------------------------------------------------ |
| 1   | TM     | Rylee Foster        | 13 tháng 8, 1998 (19 tuổi)  | West Virginia University                         |
| 18  | TM     | Lysianne Proulx     | 17 tháng 4, 1999 (18 tuổi)  | Syracuse University                              |
| 16  | HV     | Maya Antoine        | 8 tháng 8, 2001 (16 tuổi)   | Vancouver Whitecaps FC Girls Elite BC Soccer REX |
| 3   | HV     | Ashley Cathro       | 19 tháng 1, 2000 (17 tuổi)  | Vancouver Whitecaps FC Girls Elite BC Soccer REX |
| 6   | HV     | Malikae Dayes       | 29 tháng 9, 1999 (18 tuổi)  | University of Maryland                           |
| 17  | HV     | Nadege L'Esperance  | 30 tháng 3, 1999 (18 tuổi)  | University of Louisville                         |
| 2   | HV     | Emma Regan          | 28 tháng 1, 2000 (17 tuổi)  | Vancouver Whitecaps FC Girls Elite BC Soccer REX |
| 14  | HV     | Caitlin Shaw        | 20 tháng 7, 2001 (16 tuổi)  | Vancouver Whitecaps FC Girls Elite BC Soccer REX |
| 5   | HV     | Hannah Taylor       | 7 tháng 6, 1999 (18 tuổi)   | University of Oregon                             |
| 19  | HV     | Ariel Young         | 30 tháng 8, 2001 (16 tuổi)  | Ottawa South United SC                           |
| 4   | TV     | Julia Grosso        | 29 tháng 8, 2000 (17 tuổi)  | Vancouver Whitecaps FC Girls Elite BC Soccer REX |
| 8   | TV     | Sarah Stratigakis   | 7 tháng 3, 1999 (18 tuổi)   | University of Michigan                           |
| 9   | TĐ     | Teni Akindoju       | 8 tháng 7, 2001 (16 tuổi)   | Vancouver Whitecaps FC Girls Elite BC Soccer REX |
| 13  | TĐ     | Tanya Boychuk       | 20 tháng 6, 2000 (17 tuổi)  | Vancouver Whitecaps FC Girls Elite BC Soccer REX |
| 10  | TĐ     | Gabrielle Carle (c) | 12 tháng 10, 1998 (19 tuổi) | Florida State University                         |
| 20  | TĐ     | Jessica De Filippo  | 20 tháng 4, 2001 (16 tuổi)  | Quebec REX                                       |
| 7   | TĐ     | Shana Flynn         | 21 tháng 9, 2000 (17 tuổi)  | Unionville-Milliken Soccer Club                  |
| 12  | TĐ     | Jordyn Huitema      | 8 tháng 5, 2001 (16 tuổi)   | Vancouver Whitecaps FC Girls Elite BC Soccer REX |
| 15  | TĐ     | Jessica Lisi        | 11 tháng 2, 1998 (19 tuổi)  | University of Memphis                            |
| 11  | TĐ     | Jayde Riviere       | 22 tháng 1, 2001 (16 tuổi)  | Vancouver Whitecaps FC Girls Elite BC Soccer REX |

## Bảng B

### Hoa Kỳ
Huấn luyện viên:  Jitka Klimková
| Số | VT | Cầu thủ            | Ngày sinh (tuổi)            | Trận | Bàn | Câu lạc bộ           |
| -- | -- | ------------------ | --------------------------- | ---- | --- | -------------------- |
| 1  | TM | Laurel Ivory       | 29 tháng 8, 1999 (18 tuổi)  | 5    | 0   | Virginia             |
| 12 | TM | Amanda McGlynn     | 2 tháng 11, 1998 (19 tuổi)  | 2    | 0   | Virginia Tech        |
| 19 | HV | Tierna Davidson    | 19 tháng 9, 1998 (19 tuổi)  | 6    | 0   | Stanford             |
| 4  | HV | Naomi Girma        | 14 tháng 6, 2000 (17 tuổi)  | 6    | 0   | California Thorns FC |
| 13 | HV | Tara McKeown       | 2 tháng 7, 1999 (18 tuổi)   | 11   | 0   | USC                  |
| 6  | HV | Zoe Morse (c)      | 1 tháng 4, 1998 (19 tuổi)   | 9    | 0   | Virginia             |
| 17 | HV | Kiara Pickett      | 30 tháng 4, 1999 (18 tuổi)  | 2    | 0   | Stanford             |
| 5  | HV | Isabel Rodriguez   | 13 tháng 4, 1999 (18 tuổi)  | 8    | 0   | Ohio State           |
| 14 | HV | Karina Rodriguez   | 2 tháng 3, 1999 (18 tuổi)   | 3    | 0   | UCLA                 |
| 10 | TV | Samantha Coffey    | 31 tháng 12, 1998 (19 tuổi) | 7    | 1   | Boston College       |
| 9  | TV | Savannah DeMelo    | 26 tháng 3, 1998 (19 tuổi)  | 23   | 4   | USC                  |
| 18 | TV | Jaelin Howell      | 21 tháng 11, 1999 (18 tuổi) | 12   | 0   | Real Colorado        |
| 8  | TV | Brianna Pinto      | 24 tháng 5, 2000 (17 tuổi)  | 9    | 0   | NTH Tophat           |
| 15 | TV | Viviana Villacorta | 2 tháng 2, 1999 (18 tuổi)   | 10   | 1   | UCLA                 |
| 2  | TĐ | Ashley Sanchez     | 16 tháng 3, 1999 (18 tuổi)  | 20   | 6   | UCLA                 |
| 11 | TĐ | Abigail Kim        | 19 tháng 7, 1998 (19 tuổi)  | 11   | 3   | California           |
| 20 | TĐ | Civana Kuhlmann    | 14 tháng 4, 1999 (18 tuổi)  | 12   | 8   | Stanford             |
| 3  | TĐ | Sophia Smith       | 10 tháng 8, 2000 (17 tuổi)  | 11   | 8   | Real Colorado        |
| 7  | TĐ | Taryn Torres       | 23 tháng 4, 1999 (18 tuổi)  | 3    | 1   | Virginia             |
| 16 | TĐ | Kelsey Turnbow     | 10 tháng 1, 1999 (19 tuổi)  | 8    | 2   | Santa Clara          |

### Nicaragua
Huấn luyện viên:  Elna Dixon
| 0#0 | Vị trí | Cầu thủ            | Ngày sinh và tuổi           | Câu lạc bộ             |
| --- | ------ | ------------------ | --------------------------- | ---------------------- |
| 20  | TM     | Beykel Mendez      | 16 tháng 11, 2000 (17 tuổi) | Unattached             |
| 1   | TM     | Alicia Norori      | 30 tháng 9, 1998 (19 tuổi)  | Leyendas Futbol Club   |
| 12  | TM     | Yahara Salmeron    | 7 tháng 3, 2000 (17 tuổi)   | Diriangen FC           |
| 6   | HV     | Gloria Bermudez    | 1 tháng 6, 2000 (17 tuổi)   | Leyendas Futbol Club   |
| 2   | HV     | Sheyla Flores (c)  | 15 tháng 5, 1998 (19 tuổi)  | Aguilas de Leon        |
| 3   | HV     | Diana Ortega       | 27 tháng 12, 1999 (18 tuổi) | Diriangen FC           |
| 5   | HV     | Kesly Pérez        | 9 tháng 5, 2000 (17 tuổi)   | Leyendas Futbol Club   |
| 4   | TV     | Alis Cruz          | 24 tháng 2, 1998 (19 tuổi)  | UNAN Managua           |
| 16  | TV     | Jaclyn Gilday      | 12 tháng 11, 2000 (17 tuổi) | United Soccer Alliance |
| 14  | TV     | Ariadna Meza       | 25 tháng 8, 1998 (19 tuổi)  | Aguilas de Leon        |
| 17  | TV     | Natalie Orellana   | 4 tháng 2, 2001 (16 tuổi)   | Unattached             |
| 7   | TV     | Katherine Pereira  | 22 tháng 5, 1999 (18 tuổi)  | Leyendas Futbol Club   |
| 19  | TV     | Edy Pérez          | 5 tháng 12, 2002 (15 tuổi)  | Leyendas Futbol Club   |
| 11  | TĐ     | Yessenia Flores    | 7 tháng 7, 1999 (18 tuổi)   | Diriangen FC           |
| 15  | TĐ     | Alma Gutierrez     | 12 tháng 12, 2001 (16 tuổi) | Real Esteli            |
| 13  | TĐ     | Yorcelly Humphreys | 3 tháng 9, 2001 (16 tuổi)   | Leyendas Futbol Club   |
| 18  | TĐ     | Lisbeth Moreno     | 6 tháng 8, 2000 (17 tuổi)   | Somotillo F.C          |
| 8   | TĐ     | Hormyne Paiz       | 22 tháng 7, 1999 (18 tuổi)  | UNAN Managua           |
| 9   | TĐ     | Shanelly Treminio  | 17 tháng 10, 1999 (18 tuổi) | Real Esteli            |
| 10  | TĐ     | Elizabeth Vega     | 19 tháng 11, 1998 (19 tuổi) | Unattached             |

### México
Huấn luyện viên:  Christopher Cuéllar
| 0#0 | Vị trí | Cầu thủ              | Ngày sinh và tuổi           | Câu lạc bộ                 |
| --- | ------ | -------------------- | --------------------------- | -------------------------- |
| 12  | TM     | Miriam Aguirre       | 29 tháng 1, 1999 (18 tuổi)  | Pachuca                    |
| 1   | TM     | Emily Alvarado (c)   | 9 tháng 6, 1998 (19 tuổi)   | Texas Christian University |
| 15  | HV     | Samara Alcalá        | 27 tháng 2, 1998 (19 tuổi)  | Atlas                      |
| 3   | HV     | Miriam García        | 14 tháng 2, 1998 (19 tuổi)  | Guadalajara                |
| 5   | HV     | Jimena López         | 30 tháng 1, 1999 (18 tuổi)  | Texas A&M University       |
| 4   | HV     | Kimberly Rodríguez   | 26 tháng 3, 1999 (18 tuổi)  | Oklahoma State University  |
| 2   | HV     | Ashley Soto          | 30 tháng 12, 1999 (18 tuổi) | SoCal Blues                |
| 13  | HV     | Mia Villegas         | 31 tháng 5, 2000 (17 tuổi)  | Davis Legacy               |
| 7   | TV     | Dayana Cázares       | 30 tháng 12, 1999 (18 tuổi) | América                    |
| 17  | TV     | Belén Cruz           | 7 tháng 11, 1998 (19 tuổi)  | UANL                       |
| 8   | TV     | Alexia Delgado       | 9 tháng 12, 1999 (18 tuổi)  | América                    |
| 6   | TV     | Andrea Hernández     | 20 tháng 1, 1998 (19 tuổi)  | Toluca                     |
| 20  | TV     | Montserrat Hernández | 26 tháng 6, 1999 (18 tuổi)  | América                    |
| 11  | TV     | Jacqueline Ovalle    | 19 tháng 10, 1999 (18 tuổi) | UANL                       |
| 16  | TV     | Maricarmen Reyes     | 23 tháng 4, 2000 (17 tuổi)  | West Coast FC              |
| 14  | TV     | Natalia Villareal    | 19 tháng 3, 1998 (19 tuổi)  | UANL                       |
| 18  | TĐ     | Norma Duarte Palafox | 14 tháng 10, 1998 (19 tuổi) | Guadalajara                |
| 9   | TĐ     | Daniela Espinosa     | 13 tháng 7, 1999 (18 tuổi)  | América                    |
| 19  | TĐ     | Gabriela Juárez      | 13 tháng 4, 2000 (17 tuổi)  | Slammers FC                |
| 10  | TĐ     | Katty Martínez       | 14 tháng 3, 1998 (19 tuổi)  | UANL                       |

### Jamaica
Huấn luyện viên:  Lorne Donaldson
| Số | VT | Cầu thủ                | Ngày sinh (tuổi) | Trận | Bàn | Câu lạc bộ                  |
| -- | -- | ---------------------- | ---------------- | ---- | --- | --------------------------- |
| 9  | TĐ | Olufolasade Adamolekun |                  |      |     | United Soccer Alliance      |
| 15 | HV | Jadyn Matthews         |                  |      |     | Orlando SC                  |
| 10 | TĐ | Jody Brown             |                  |      |     | St. Ann Women’s FC          |
| 11 | TV | Giselle Washington     |                  |      |     | Concorde Fire               |
| 19 | TV | Alyssa Julien          |                  |      |     | Eastern Kentucky University |
| 16 | TV | Ebony Clarke           |                  |      |     | Richmond Girls Soccer       |
| 18 | HV | Emily Caza             |                  |      |     | Seton Hall University       |
| 13 | TM | Yazmeen Jamieson       |                  |      |     | Carleton University         |
| 6  | TV | Gabrielle Gayle        |                  |      |     | Unattached                  |
| 5  | TĐ | Kevena Reid            |                  |      |     | GC Foster College           |
| 4  | HV | Nevillegail Able       |                  |      |     | Waterhouse FC               |
| 17 | TĐ | Jazmin Grant           |                  |      |     | University of Houston       |
| 2  | HV | Madiya Harriott        |                  |      |     | Vanderbilt University       |
| 12 | HV | Erin Mikalsen          |                  |      |     | East Carolina University    |
| 20 | TĐ | Shayla Smart           |                  |      |     | Montverde Academy           |
| 1  | TM | Sydney Schneider (c)   |                  |      |     | Match Fit Academy           |
| 7  | TĐ | Marlee Fray            |                  |      |     | Sunrise Soccer Club         |
| 8  | HV | Jayda Pelaia-Hylton    |                  |      |     | East Carolina University    |
| 14 | TĐ | Mireya Grey            |                  |      |     | University of Washington    |
| 3  | HV | Chyanne Dennis         |                  |      |     | University of South Florida |